# Unknown Horizons
Unknown Horizons is een gratis opensourcecomputerspel en een combinatie tussen de genres simulatie en real-time strategy. Het spel wordt gemaakt door vrijwilligers en is continu in ontwikkeling. De eerste versie stamt uit oktober 2008 als OpenANNO en sindsdien komt er enkele keren per jaar een nieuwe versie uit met een aantal verbeteringen en uitbreidingen. Het spel wordt ontwikkeld in het Engels en daarna vertaald in allerlei andere talen, waaronder het Nederlands.

## Gameplay

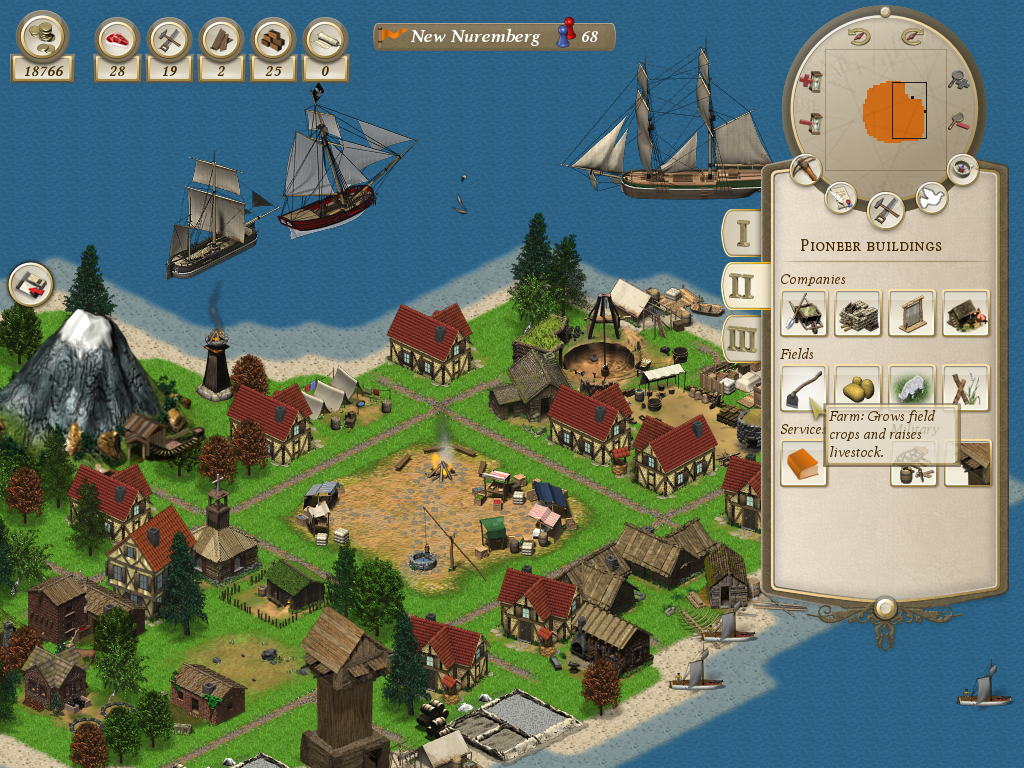
Screenshot van Unknown Horizons (versie 2011.3)

De speler moet een nieuwe kolonie opzetten en uitbreiden op een onbewoond eiland, waarbij de bewoners van de kolonie tevreden gehouden moeten worden. In het begin zijn de eisen vrij laag, maar na verloop van tijd gaat het niveau van beschaving en daarmee de eisen van de bevolking omhoog. Naarmate het spel vordert en aan de bestaande behoeftes voldaan wordt, komt voor de speler een nieuw niveau beschikbaar. Hierbij komen nieuwe gebouw-opties beschikbaar en bestaande gebouwen zullen verbeterd worden (deels automatisch, deels naar beschikbaarheid van middelen). In totaal zijn er zes niveaus gepland, waarvan er bij de laatste versie (2012.1) vier beschikbaar zijn.
De financiën voor de uitbreiding worden verkregen door het heffen van belasting. Indien er niet aan de vraag naar goederen voldaan wordt, kunnen bewoners wegtrekken, met verminderde inkomsten als gevolg.
Ondertussen bestaat er de mogelijkheid om te handelen met andere spelers of AI's en met zogenoemde 'Free Traders'. Verdere spelopties, zoals oorlogsvoering, diplomatie en rampen zijn wel voorzien, maar op dit moment nog nauwelijks uitgewerkt.

## Ontwikkeling
Unknown Horizons maakt gebruikt van isometrische 2D-projectie via de Flexible Isometric Free Engine-engine (FIFE), die zelf ook nog in ontwikkeling is. Het spel wordt geprogrammeerd in Phyton en de graphics worden gemaakt met Blender.
Unknown Horizons deed in 2011 en 2012 mee met de Google-wedstrijd Google Summer of Code (GSoC).